# 武康王庙
35°18′26″N 107°02′07″E / 35.30722°N 107.03528°E
武康王庙位于中国甘肃省平凉市崇信县东街，又名李元谅寝宫，俗作城隍庙，2001年被列为第五批全国重点文物保护单位。
武康王庙始建于唐，为奉祀武康郡王、陇右节度使李元谅而建，原址位于城东。明洪武三年（1370年）迁建于城内现址。天顺七年（1463年）建亭于殿前，移入原庙内四根宋元石柱。万历三十三年（1605年）改大殿为寝宫，另建正殿于前。崇祯六年（1633年）正殿和亭被毁，仅剩寝宫。清光绪二十五年（1899年）修缮大殿，重修拜殿。现总占地3337平方米，坐北朝南，寝宫面阔五间，进深三间，单檐歇山顶，大木构架为元代遗物。拜殿面阔五间，进深一间，卷棚顶。